# Nicolas Kinsch
Nicolas Kinsch SCI (* 31. Oktober 1904 in Esch an der Alzette; † 23. März 1973) war Erzbischof von Kisangani.

## Leben
Er wurde am 12. Juli 1931 zum Priester geweiht. Der Papst ernannte ihn am 7. Mai 1958 zum Titularbischof von Mastaura in Asia und zum Apostolischen Vikar von Stanleyville. 
Der Bischof von Luxemburg, Léon Lommel, spendete ihm am 11. Oktober desselben Jahres die Bischofsweihe; Mitkonsekratoren waren Camille Verfaillie SCI, emeritierter Apostolischer Vikar von Stanleyville, und Joseph-Pierre-Albert Wittebols SCI, Apostolischer Vikar von Wamba.
Am 10. November 1959 ernannte ihn Johannes XXIII. zum Erzbischof von Stanleyville. Er nahm an den ersten beiden Sitzungen des Zweiten Vatikanischen Konzils teil. Nach seinem Rücktritt am 26. September 1967 vom Amt als Ortsordinarius ernannte ihn Paul VI. zum Titularerzbischof pro hac vice von Zucchabar. Von seinem Amt als Titularerzbischof trat er am 15. April 1971 zurück.